# Charles H. Elston

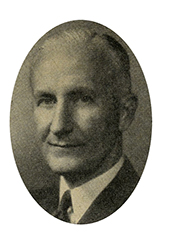
Charles H. Elston

Charles Henry Elston (* 1. August 1891 in Marietta, Ohio; † 25. September 1980 in Fort Lauderdale, Florida) war ein US-amerikanischer Politiker der Republikanischen Partei. Von 1939 bis 1953 war er Mitglied des Repräsentantenhauses der Vereinigten Staaten für den 1. Kongressdistrikt des Bundesstaates Ohio.

## Biografie
Charles Henry Elston wurde in Marietta geboren. Er besuchte die öffentlichen Schulen in Marietta und in Cincinnati. Er studierte an der juristischen Fakultät des CVJM Jura und schloss das Studium 1914 mit einem Bachelor of Laws ab. Im selben Jahr wurde er als Rechtsanwalt zugelassen. Er eröffnete daraufhin eine Anwaltskanzlei in Cincinnati. In den Jahren 1915 bis 1922 war er stellvertretender Staatsanwalt des Hamilton County. Von 1916 bis 1936 war er Mitglied der juristischen Fakultät des CVJM. Im Ersten Weltkrieg diente er als Soldat in der US Army.
Als Vertreter der Republikanischen Partei wurde er 1939 erstmals für den 1. Distrikt von Ohio ins US-Repräsentantenhaus nach Washington, D.C. geschickt. Die Interessen seines Distrikts vertrat er 7 Legislaturperioden lang, das entspricht 14 Jahren. Er ließ sich 1952 nicht mehr zur Wiederwahl aufstellen.
Nach seinem Ausscheiden aus dem Kongress nahm er seine Anwaltstätigkeit in Cincinnati wieder auf. Es zog ihn weiter in den Sunshine State, genauer nach Fort Lauderdale. Dort starb Elston 1980 im Alter von 89 Jahren. Er wurde auf dem Lauderdale Memorial Gardens Cemetery beigesetzt.